# Ochromolopis staintonellus
Ochromolopis staintonellus é uma espécie de insetos lepidópteros, mais especificamente de traças, pertencente à família Epermeniidae.
A autoridade científica da espécie é Pierre Millière, tendo sido descrita no ano de 1869.
Trata-se de uma espécie presente no território português.